# Wolfgang Rosenthal

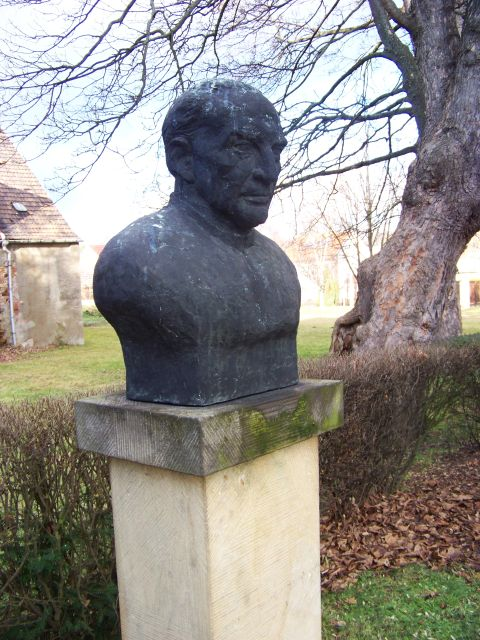
Büste vor dem Schloss Thallwitz

Wolfgang Wilhelm Johannes Rosenthal (* 8. September 1882 in Friedrichshagen; † 10. Juni 1971 in Berlin) war ein deutscher Kieferchirurg und Konzertsänger.

## Leben
Rosenthal wurde im September 1882 als Sohn des Schulvorstehers und Rektors Max Friedrich Karl Martin Rosenthal und seiner Frau Johanna von Zeuner in Friedrichshagen geboren. Er wuchs in Weißenfels auf, war Mitglied des Thomanerchors und legte im Jahr 1902 an der Leipziger Thomasschule sein Abitur ab. In den Jahren 1902 und 1903 studierte er Rechtswissenschaften an der Ludwig-Maximilians-Universität München, brach aber ab und reiste nach Südafrika, wo seine Schwester lebte. Von 1904 bis 1910 studierte er gleichzeitig Gesang und Medizin an der Universität Leipzig. Er wurde im Jahr 1910 mit der Dissertation Über Lues congenita tarda an der Hand eines Falles von Gumma hepatis zum Dr. med. promoviert, 1911 folgte die Approbation. In den Jahren 1911 bis 1914 arbeitete er als Assistenzarzt am Leipziger Chirurgisch-Poliklinischen Institut, wo er zum Chirurgen ausgebildet und 1914 mit der Leitung der Klinik betraut wurde, nachdem der bisherige Direktor (Heineke) zum Heeresdienst abberufen worden war. Im April 1915 wurde er außerdem als Chirurg an das Kieferlazarett im zahnärztlichen Institut in Leipzig kommandiert. 1918 wurde Rosenthal mit der Arbeit Erfahrungen auf dem Gebiet der Urano-Plastik an der Universität Leipzig habilitiert.
Seine Gesangsausbildung schloss er bei Karl Scheidemantel in Weimar ab. Unter dem Künstlernamen Wolfgang Zeuner-Rosenthal gehörte er in Leipzig zu den gefragtesten Konzert- und Oratoriensängern im Fach Bassbariton. Von 1919 bis zum Verbot durch die Nationalsozialisten war er neben seiner ersten Frau Ilse Helling-Rosenthal (Sopran), seiner späteren zweiten Frau Marta Adam (Alt) und dem Tenor Hans Lissmann Mitglied des bekannten Rosenthal-Quartetts.
Ab 1919 war Rosenthal Chirurg am Leipziger St.-Georg-Krankenhaus und war bis Mai 1920 im Heeresdienst als Militärarzt tätig. 1928 eröffnete er eine aus Gagen für seine Gesangsauftritte finanzierte chirurgische Privatklinik in Leipzig. Von 1930 bis 1936 war er nichtplanmäßiger außerordentlicher Professor für Chirurgie an der Universität Leipzig. Parallel dazu studierte er von 1931 bis 1933 Zahnheilkunde in Leipzig, erwarb sich bei Pfaff die Grundlagen für das zahnärztliche Staatsexamen, das er an der Universität Erlangen ablegte. Er promovierte zum Dr. med. dent.
Im Jahr 1933 trat er der Einheitsfront der Zahnärzte bei, um sich dem nationalsozialistischen „Führerprinzip“ zu verpflichten, einem fundamentalen Prinzip des Faschismus der Zwischenkriegszeit und seiner Führerparteien. Zum 1. Mai 1933 trat Rosenthal in die NSDAP ein (Mitgliedsnummer 2.993.934), dann auch in den NS-Lehrerbund und NS-Ärztebund. Außerdem wurde er förderndes Mitglied der SS. 1935 wurde er zum Ordinarius für Kieferchirurgie ernannt und kommissarischer Leiter der Kieferklinik der Universität Hamburg. Er übernahm 1936 die Schriftleitung des „Zentralblattes für Zahn-, Mund- und Kieferheilkunde“. 1937 wurde er Vorsitzender der „Gesellschaft für Kieferchirurgie“.
Bald darauf wurde er wegen „jüdischer Abstammung“ (ein Großvater) als Hochschullehrer und Vorsitzender der Deutschen Gesellschaft für Kieferchirurgie entlassen, da er nach den Nürnberger Rassengesetzen als „Vierteljude“ galt. Auch das von ihm und Erich Sonntag im Jahr 1930 publizierte „Lehrbuch der Mund- und Kieferchirurgie“ durfte nicht mehr erscheinen. Ein Gnadengesuch Rosenthals vom 23. August 1937 an Adolf Hitler wurde von diesem abgelehnt. 1938 folgt ein Auftrittsverbot als Sänger. Er blieb als selbstständiger Chirurg und Orthopäde tätig. Im Jahr 1943 versuchte er mittels einer eidesstattlichen Versicherung seiner Schwester (in Südafrika) nachzuweisen, dass er einem Fehltritt seiner Großmutter mit dem („arischen“) Adligen Graf Martin von Schönborn-Köhler und nicht dem (jüdischen) Max Friedrich Karl Martin Rosenthal entstammte und somit sein leiblicher Großvater nicht Jude gewesen sei. Später veranlassten Rosenthal und seine Tochter erb- und rassekundliche Untersuchungen zu ihrer Abstammung durch das „Kaiser-Wilhelm-Institut für Anthropologie, menschliche Erblehre und Eugenik“ in Berlin. Obwohl die „Reichsstelle für Sippenforschung“ letztlich am 17. Mai 1943 in einem Abstammungsbescheid feststellte, dass Rosenthal „deutschen oder artverwandten Blutes“ sei, wurde das Lehrverbot nicht aufgehoben. Nachdem seine Privatklinik im selben Jahr durch Bombenangriffe zerstört worden war, gründete er sogleich im Schloss Thallwitz (von Prinz Reuß überlassen) bei Eilenburg eine neue, die er bis 1962 leitete. Die amtliche Erlaubnis einen Pachtvertrag abzuschließen hatte er nach langem Zögern doch noch von den Behörden erhalten.

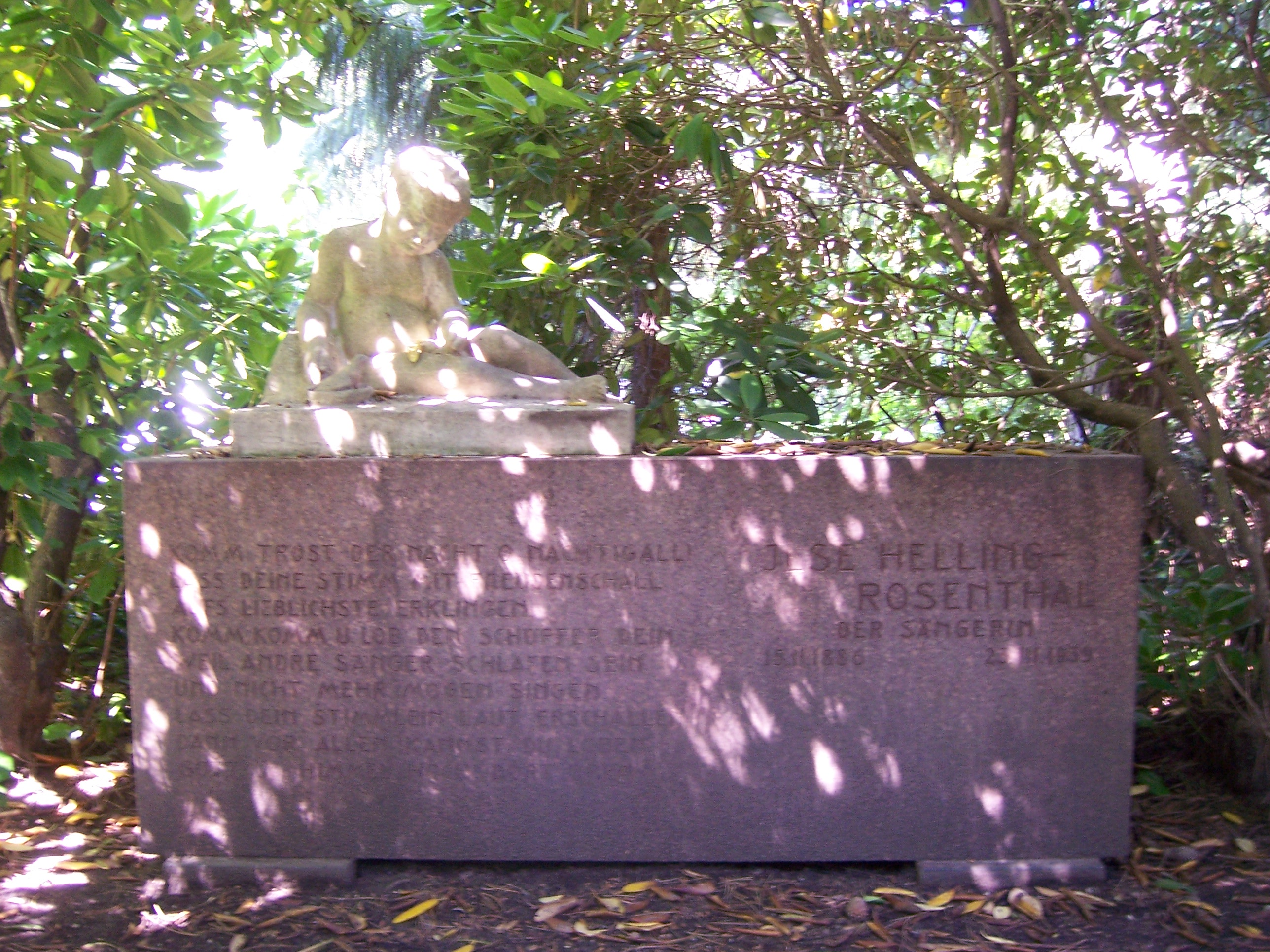
Grabstätte auf dem Leipziger Südfriedhof, XVII.Abt.

Nach dem Krieg wurde Rosenthal Mitglied der SPD und nach der Zwangsvereinigung von SPD und KPD 1946 Mitglied der SED. In den Jahren 1945 bis 1950 war er Professor mit Lehrauftrag für Kieferchirurgie an der Humboldt-Universität zu Berlin in der sowjetischen Besatzungszone. Von 1950 bis 1957 war er dort ordentlicher Professor für Kieferchirurgie und Direktor der Klinik und Poliklinik für Zahn-, Mund- und Kieferkrankheiten. Ab 1951 Prodekan, wurde er 1952 zum Dekan der medizinischen Fakultät gewählt und im gleichen Jahr in den wissenschaftlichen Beirat beim Staatssekretariat für Hochschulwesen der DDR berufen. Im Juli 1952 wurde er Vorsitzender der "Medizinisch-Wissenschaftlichen Gesellschaft für Zahn-, Mund- und Kieferheilkunde an der Humboldt-Universität Berlin". Seine Amtsgeschäfte führte Rosenthal nach eigenem Gutdünken. Parteidisziplin rangierte für ihn erst an zweiter Stelle. Genossen hielt er bei vorbereitenden Treffen wichtige Informationen vor, besprach sich mit „bürgerlichen Professoren“, um bei Fakultätssitzungen das von ihm gewünschte Abstimmungsergebnis zu erreichen. Laut einer Bewertung durch die Personalabteilung der Universität „hetzte er auch gegen die Exmatrikulation Westberliner Studenten, gegen Devisenbestimmungen und Grenzkontrollen bei Kongressreisen.“
Nach seiner Emeritierung zum 1. August 1957 übernahm Josef Münch kommissarisch die Leitung der Kieferklinik und wurde seinerseits 1960 durch den Kariesforscher Walter Künzel abgelöst, der an der Humboldt-Universität studiert hatte und dort unter Rosenthal und Münch tätig gewesen war.
Wolfgang Rosenthal starb in Berlin an den Folgen einer Oberschenkelfraktur (Folge eines Sturzes in seinem Arbeitszimmer) und wurde im Grab seiner ersten Frau, der Sängerin Ilse Helling-Rosenthal, auf dem Leipziger Südfriedhof bestattet.

## Wirken
Wolfgang Rosenthal setzte sich zeitlebens für die Belange von Betroffenen mit Lippen-Kiefer-Gaumenspalten ein, entwickelte im Laufe der Jahre neue Operations- und Behandlungstechniken, um Funktionalität und das Aussehen der betroffenen Bereiche zugleich möglichst optimal wiederherzustellen. Sie tragen den Namen Schönborn-Rosenthal. Rosenthal forderte bereits in den 1920er Jahren eine interdisziplinäre Zusammenarbeit von Chirurgen, Zahnärzten, Kieferorthopäden, HNO-Ärzten und Logopäden, um neben der funktionalen Rekonstruktion auch eine normale Sprach- und Schluckentwicklung zu gewährleisten. Eine enge Zusammenarbeit mit Spezialisten für Plastische Chirurgie soll auch eine optisch ansprechende Rekonstruktion ermöglichen. Gleichzeitig wehrte er sich bereits damals gegen Diskriminierung und Verunglimpfung der Betroffenen, deren Fehlbildung abwertend in der Fachwelt bis heute als „Wolfsrachen“ oder „Hasenscharte“ bezeichnet wird.
Schon unter Rosenthals Vorgänger Georg Axhausen hatte in Berlin insbesondere der Zahnarzt Walter Drum die Initiative zur Kariesprophylaxe mit Fluoriden ergriffen. Nachdem im Juni 1951 bei schulzahnärztlichen Untersuchungen eine Zahnärztin aus Pirna Zahnfluorose bei Kindern im Kneipp-Kurort Berggießhübel festgestellt hatte, befasste sich Rosenthals Oberarzt Walter Hoffmann-Axthelm in Zusammenarbeit mit dem Chemiker Rudolf Wohinz (1896–1954) intensiver mit dem Problem. Aufgrund der Vorgeschichte im Berliner Institut interessierte zunächst die Kariesfrequenz, die relativ niedrig erschien. Ein zweiter Dentalfluorose-Herd wurde im Jahr 1957 ausgerechnet im Umfeld von Rosenthals Privatklinik in Thallwitz entdeckt, nachdem Gustav Bredemann in einer Monographie auf einen höheren Fluoridgehalt des Wassers in Thallwitz hingewiesen hatte. Der sei durch petrographische Verhältnisse nicht zu erklären, dagegen sei eine Verunreinigung durch Abwässer der Stadt Wurzen denkbar, die sich in einer benachbarten Mulde sammelten und als Sickerwasser mit dem Grundwasser vermischen. Die bei Fluorose auftretenden Sprenkelungen, großflächige Weißfärbungen und Braunfärbungen fanden sich hier bei einem Fluoridgehalt von 0,79 mg/l, in diesem Fall allerdings ohne Befall von Milchzähnen (im Gegensatz zu Berggießhübel). Als Grund für die Auswirkungen eines relativ niedrigen Fluoridgehalts werden klimatische Verhältnisse sowie Lebens- und Nahrungsgewohnheiten angenommen. 38,9 % der untersuchten Kinder im Alter von 3 bis 14 Jahren hatten ein kariesfreies Gebiss, so dass Rosenthals Oberarzt in der Thallwitzer Klinik in seinem Bericht die Idee äußerte, einen größeren Personenkreis, z. B. einen bestimmten Stadtteil von Leipzig, nur mit dem fluorreichen Trinkwasser zu versorgen und mit einem solchen Großversuch die Zahnkaries einzudämmen.
Die Kariesprophylaxe mit Fluorid war Schwerpunkt einer von Rosenthal organisierten Tagung der Deutschen Akademie der Wissenschaften zu Berlin am 14. und 15. Mai 1954. In seinem einleitenden Vortrag bemerkte Rosenthal, dass „das Problem der Zahnkaries, in früherer Zeit nur hier und da erörtert, in letzter Zeit bedeutsam in den Vordergrund gerückt ist“ und dass ein bekannter Kariesforscher kürzlich meinte, „dass es augenblicklich gewissermaßen in der Luft zu liegen scheine, über die Zahnkaries des Menschen zu verhandeln.“ Zu den Möglichkeiten der Prävention erklärte Peter Adler bei der Tagung: Geeignete Maßnahmen gegen den Kariesbefall „wie die Exurbanisation, die Rückkehr zur 'natürlichen' Lebensweise, insbesondere zur naturnahen Ernährung, die Restriktion des Kohlenhydratanteils der Nahrung, waren für Anwendung auf breiter Basis bedauerlicherweise von vornherein zum Misserfolg verurteilt, da sie der natürlichen fortschreitenden gesellschaftlichen Entwicklung (die mit zunehmender Urbanisation, Industrialisierung der Verköstigung, Anwachsen des Kohlenhydratkonsums als billigste Energiequelle einhergeht) zuwiderliefen.“ Die Fluoridanwendung hat dagegen „die zunehmende Zivilisation und Urbanisation der Gesellschaft zur Voraussetzung und läuft somit mit deren Entwicklungstendenz parallel.“ Als Vertreter des Gesundheitsministeriums der Sowjetischen Besatzungszone wies Rosenthal bei einer Tagung der Europäischen Arbeitsgemeinschaft für Fluorforschung und Kariesprophylaxe, die vom 9. bis 11. Juni 1956 in Marburg und Kassel durchgeführt wurde, auf die sozialhygienische Bedeutung der Kariesbekämpfung hin. Im November des gleichen Jahres verlas er bei einer Tagung der Medizinisch-Wissenschaftlichen Gesellschaft für Zahn-, Mund- und Kieferheilkunde an der Humboldt-Universität Berlin eine Resolution, „die den verantwortlichen Stellen unterbreitet werden soll, sofort der Bildung einer Kommission zur Organisierung der Fluorierung zuzustimmen und noch im Jahr 1957 in bestimmten Bezirken und in Berlin die Kariesprophylaxe durch Fluorierung aufzunehmen.“ Umgesetzt wurde sein Anliegen erst unter seinem Nachfolger Josef Münch. Am 5. März 1959 wurde in Anwesenheit von Münch und weiteren Gästen, darunter auch Heinrich Hornung, in einer öffentlichen Festsitzung der Ratsbeschluss über die Fluoridierung des Trinkwassers in Karl-Marx-Stadt von Oberbürgermeister Berthel an den Kreisarzt Dr. Simon überreicht. Damit wurde „Karl-Marx-Stadt zur ersten europäischen Großstadt, die mit der Fluoranreicherung des gesamten Trinkwassers beginnt“. Die wissenschaftliche Begleitung übernahm Walter Künzel im Institut von Münch.

## Würdigungen
Im Jahr 1951 wurde er Ehrenmitglied der American Cleft Palate Association. In der DDR wurde er 1951 Verdienter Arzt des Volkes, erhielt 1955 den Nationalpreis und wurde 1962 als Hervorragender Wissenschaftler des Volkes ausgezeichnet. Die Medizinische Fakultät der Universität Leipzig verlieh ihm 1954 ein Ehrendoktorat.
Er war ab 1955 ordentliches Mitglied der Deutschen Akademie der Naturforscher Leopoldina. 1962 wurde er Ehrenbürger der Gemeinde Thallwitz. Ihm zu Ehren wurde seit 1968 jährlich der Wolfgang-Rosenthal-Preis der Deutschen Gesellschaft für Stomatologie und seit 1982 die Wolfgang-Rosenthal-Medaille vergeben.

### Wolfgang-Rosenthal-Gesellschaft
Rosenthal ist der Namensgeber der 1981 von seinem Schüler Josef Koch in Hüttenberg (Hessen) gegründeten Selbsthilfevereinigung für Lippen-Gaumen-Fehlbildungen e.V. – Wolfgang Rosenthal Gesellschaft für Betroffene und Angehörige von Menschen mit Lippen-Kiefer-Gaumenspalten. Der Verein setzt sich für die Belange der Betroffenen ein. Neben der Beratung von Betroffenen kämpft sie u. a. gegen die diskriminierende Verwendung der o. g. Begriffe in Medien, Öffentlichkeit und Fachwelt.

### Berufliches Schulzentrum für Gesundheit „Wolfgang Rosenthal“
In der Berufsschule Neukirchen/Erzgebirge werden Lehrlinge in den Bereichen Zahntechnik, Zahnmedizinische Fachangestellte, Heilpädagogik, Gesundheit und Pflege ausgebildet.

## Schriften (Auswahl)
- (Hrsg.) Zentralblatt für die gesamte Zahn-, Mund- und Kieferheilkunde
- Lehrbuch der Mund- und Kieferchirurgie, Leipzig 1930.
- (Hrsg.) Deutsche Stomatologie. 1951 ff.
- Spezielle Zahn-, Mund- und Kieferchirurgie. Missbildungen, Entzündungen, Geschwülste, Leipzig 1951.